# Куртик, Геннадий Евсеевич
Генна́дий Евсе́евич Куртик (8 апреля 1951 — 23 апреля 2023) — российский астроном и историк астрономии, поэт. Старший научный сотрудник Института истории естествознания и техники. Кандидат физико-математических наук.
Кандидатская диссертация: Теория прецессии в античной и средневековой науке. Область исследования: история античной и средневековой астрономии; птолемеевская астрономия; астрономия древней Месопотамии; созвездия в астрономии и астрологии древней Месопотамии.

## Научные труды
1. Теория восхождения и нисхождения Сабита ибн Корры // Историко-астрономические исследования. 1986. Вып.18. С.111-150.
2. Наблюдение и его интерпретация в астрономии и астрологии древней Месопотамии // Вопросы истории естествознания и техники. 1989. 1. С.36-47.
3. Астрономия древнего Египта // На рубежах познания Вселенной. М.: Наука. 1990. С. 207—265.
4. Б. Л. Ван дер Варден. Пробуждающаяся наука II. Рождение астрономии / Под ред. А. А. Гурштейна. Перевод и комментарии Г. Е. Куртика. М.:Наука. 1991.
5. История Зодиака согласно клинописным источникам // Вестник древней истории. 1995. 1. С.175-188.
6. Понятие скорости в античной науке: Аристотель — Птолемей // Исследования по истории физики и механики. М.:Наука.1997. С.219-248.
7. Астральная символика в древней Месопотамии III тыс. до н. э. // Вопросы истории естествознания и техники. 1998. N2.
8. О выделении планет в древней Месопотамии / Институт истории естествознания и техники им. С. И. Вавилова. Годичная научная конференция. 1998 г. М.: ИИЕТ РАН, 1999. С. 359—362.
9. Космология древней Месопотамии // Исследования по истории физики и механики. 1995—1997. М.: Наука, 1999. С. 60-75.
10. The Identification of Inanna with the Planet Venus: A Criterion for the Time Determination of the Recognition of Constellations in Ancient Mesopotamia // Astronomical and Astrophysical Transactions, 1999, Vol. 17, pp. 501—513.
11. Отождествление Инанны с планетой Венера как критерий для определения времени выделения созвездий в древней Месопотамии // Вестник древней истории. 2000. Вып. 1. С. 89-98.
12. Созвездия древней Месопотамии (II—I тыс. до н. э.) // Историко-астрономические исследования. 2000, Вып. XXV. С. 128—154.
13. Некоторые проблемы ранней истории античной астрономии // Историко-астрономические исследования. 2001. Вып. 26. С. 45-54.
14. Ранняя история месопотамских созвездий (К проблеме происхождения созвездий) // Историко-астрономические исследования. 2002. Вып. 27. С. 259—308. (Статья перепечатана также в сборнике: Петербургское востоковедение. Вып. 10. СПб, 2002. С. 186—229).
15. О происхождении названий греческих зодиакальных созвездий // Вопросы истории естествознания и техники. 2002. Вып. 1. С. 76-106.
16. Каталог созвездий древней Месопотамии // Институт истории естествознания и техники им. С. И. Вавилова. Годичная научная конференция. 2002. С. 269—271. (в соавторстве с Милитарев А. Ю.).
17. Астрономия стран ислама // История науки и техники. 2003. № 9. С. 47-59.
18. История одного созвездия: MUL.APIN // Годичная научная конференция: ИИЕТ РАН. Москва. 2003. С. 304—306.
19. Три периода в истории звездных наблюдений древней Месопотамии // Годичная научная конференция: ИИЕТ РАН. Москва. 2004. С. 335—338.
20. Наблюдения гелиакических восходов и заходов звезд в древней Месопотамии // Историко-астрономические исследования. 2005. Вып. 30. C. 105—116.
21. An Updated Research in the Origins of Semitic and Greek Star Names: an Astronomic-Etymological Approach // Cosmos and Culture. 2005. V. 9, № 1. P. 3-43. (Militarev A.Ju.)
22. Звездное небо Древней Месопотамии: шумеро-аккадские названия созвездий и других светил / СПб.: Алетейя, 2007
23. Венера как богиня Инанна/Иштар в шумерской астрономии // Вопросы истории естествознания и техники. 2008. Вып. 4. С. 35-49.
24. Астрономические представления в древней Эбле. // Институт истории естествознания и техники им. С. И. Вавилова. Годичная научная конференция, 2019. — Саратов: Амирит, 2019. С. 542—545.
25. Очерки истории шумерской астрономии / М.: Новое литературное обозрение, 2022

## Публикации
Ранние этапы развития астрологии / Вступительная статья к «Астрологическому энциклопедическому словарю» А. Ю. Саплина, Москва, 1994

## Другие публикации
- Куртик Г. Е., Житомирский С. В. // Космические расстояния Архимеда — The cosmic distances of Archimedes // 44 с. черт. 20 см, М. ИИЕСТЕХ 1988.
- Открытие Зодиака // Вокруг света. 2006. № 10.
- Страница на Поэзии.ру: Геннадий Куртик.
- Геннадий Куртик Стихи
- Геннадий Куртик. Еврейские квадраты. М. Волшебный фонарь, 2007.
- Мы говорим лишь то, что можем. М. Оклик, 2015.
- Геннадий Куртик. Третья книга. Стихи. М. 2023.